# Micromorte
Uma micromorte (união do prefixo micro + morte) é a unidade de risco associada a uma probabilidade de morte de uma em um milhão. As micromortes são usadas para medir e comparar o risco de atividades diárias. Se uma microprobabilidade é uma probabilidade de uma em um milhão, então uma micromorte é uma microprobabilidade de morrer. O conceito foi introduzido por Ronald A. Howard, um pioneiro na prática moderna da análise de decisões.
As micromortes para atividades futuras só podem ser avaliações aproximadas, pois as circunstâncias específicas sempre terão um impacto. No entanto, as taxas de eventos passados podem ser usadas para fornecer uma estimativa aproximada.

## Valores de amostra

### Base
| Morte por                              | Contexto                   | Período de Tempo | Nº de mortes | População   | Micromortes por unidade de exposição | Referência                                          |
| -------------------------------------- | -------------------------- | ---------------- | ------------ | ----------- | ------------------------------------ | --------------------------------------------------- |
| Todas as causas                        | Inglaterra e País de Gales | 2012             | 499.331      | 56.567.000  | 24 por dia 8.800 por ano             | ONS Mortes Tabela 5.                                |
| Todas as causas                        | Canadá                     | 2011             | 242.074      | 33.476.688  | 20 por dia 7.200 por ano             | Estatísticas Canadá                                 |
| Todas as causas                        | EUA                        | 2010             | 2.468.435    | 308.500.000 | 22 por dia 8.000 por ano             | Mortes CDC Tabela 18.                               |
| Causa não natural                      | Inglaterra e País de Gales | 2012             | 17.462       | 56.567.000  | 0.8 por dia 300 por ano              | Mortes ONS Tabela 5.19.                             |
| Causa não natural                      | EUA                        | 2010             | 180.000      | 308.500.000 | 1.6 por dia 580 por ano              | Mortes CDC Tabela 18                                |
| Causa não natural (excluindo suicídio) | Inglaterra e País de Gales | 2012             | 12.955       | 56.567.000  | 0.6 por dia 230 por ano              | Suicídios ONS                                       |
| Causa não natural (excluindo suicídio) | EUA                        | 2010             | 142.000      | 308.500.000 | 1.3 por dia 460 por ano              | Mortes CDC Tabela 18.                               |
| Todas as causas – primeiro dia de vida | Inglaterra e País de Gales | 2007             |              |             | 430 por primeiro dia de vida         | Walker, 2014                                        |
| Todas as causas – primeiro dia de vida | EUA                        | 2013             |              |             | 16.7 por dia 6100 por ano            | Tabelas de Vida CDC Blastland & Spiegelhalter, 2014 |
| Assassinato/homicídio                  | Inglaterra e País de Gales | 2012/13          | 551          | 56.567.000  | 10 por ano                           | Crime ONS                                           |
| Homicídio                              | Canadá                     | 2011             | 527          | 33.476.688  | 15 por ano                           | Estatísticas Canadá                                 |
| Assassinato e homicídio culposo        | EUA                        | 2012             | 14.173       | 292.000.000 | 48 por ano                           | FBI Tabela 16                                       |